# Siergiej Chiżniczenko
Siergiej Chiżniczenko (ros. Сергей Хижниченко; ur. 17 lipca 1991 w Ust-Kamienogorsku) – kazachski piłkarz, grający na pozycji napastnika w klubie Ordabasy Szymkent.
W reprezentacji Kazachstanu zadebiutował w 2009 roku. 4 września 2016 roku w 51 i 58 minucie meczu eliminacyjnego do Mistrzostw Świata w 2018 roku rozegranym przez reprezentację Kazachstanu z Polską (2:2) zdobył dwie bramki, tym samym doprowadzając do remisu, pierwszego, jaki Kazachowie osiągnęli, grając przeciwko Polsce.